# Nvidia Tesla
Nvidia Tesla solia ser el nom de la línia de productes de Nvidia dirigida al processament de flux o unitats de processament de gràfics de propòsit general (GPGPU), que portava el nom de l'enginyer elèctric pioner Nikola Tesla. Els seus productes van començar a utilitzar GPU de la sèrie G80 i han continuat acompanyant el llançament de nous xips. Són programables mitjançant les API CUDA o OpenCL.
La línia de productes Nvidia Tesla va competir amb les línies d'aprenentatge profund i les targetes GPU d'AMD Radeon Instinct i Intel Xeon Phi.
Nvidia va retirar la marca Tesla el maig del 2020, segons es diu a causa d'una possible confusió amb la marca de cotxes. Les seves noves GPU tenen la marca Nvidia Data Center GPU com a la GPU Ampere A100.

## Visió general
Oferint una potència computacional molt més gran que els microprocessadors tradicionals, els productes de Tesla es van dirigir al mercat de la informàtica d'alt rendiment. El 2012, Nvidia Teslas alimenta alguns dels superordinadors més ràpids del món, com ara Summit a l'Oak Ridge National Laboratory i Tianhe-1A, a Tianjin, Xina.
Les targetes Tesla tenen un rendiment de doble precisió quatre vegades superior a una targeta Nvidia GeForce basada en Fermi amb un rendiment de precisió única similar. A diferència de les targetes GeForce de consum de Nvidia i les targetes Nvidia Quadro professionals, les targetes de Tesla originalment no podien produir imatges. a una pantalla. Tanmateix, els últims productes de classe C de Tesla incloïen un port DVI de doble enllaç.

## Aplicacions
Els productes de Tesla s'utilitzen principalment en simulacions i càlculs a gran escala (especialment càlculs de coma flotant) i per a la generació d'imatges de gamma alta per a camps professionals i científics.
El 2013, la indústria de la defensa va representar menys d'una sisena part de les vendes de Tesla, però Sumit Gupta va predir un augment de les vendes al mercat d'intel·ligència geoespacial.